# Casa de Rákóczi

Rakoczi family CoA

La Casa de Rákóczi fue una familia aristocrática húngara que surgió en la época tardomedieval, volviéndose una de las más importantes en Europa Central en los inicios de la Edad Moderna. Entre sus miembros más importantes destacan:
- Segismundo Rákóczi de Felsővadász (1555–1608). Príncipe de Transilvania.

- Jorge Rákóczi I de Felsővadász (1593–1648). Hijo del anterior. También Príncipe de Transilvania.

- Conde Pablo Rákóczi de Felsővadász (1596–1636). Hijo de Segismundo Rákóczi y hermano menor de Jorge Rákóczi I. Gobernador de la privincias de Sáros y Torna. En 1607 obtuvo el título de conde.

- Jorge Rákóczi II de Felsővadász (1621–1660). Hijo de Jorge Rákóczi I. Príncipe de Transilvania.

- Francisco Rákóczi I de Felsővadász (1645–1676). Hijo del anterior. Príncipe de Transilvania.

- Francisco Rákóczi II de Felsővadász (1676–1735). Hijo del anterior. Último Príncipe de Transilvania (1704–1711).

- José Rákóczi de Felsővadász (1700–1738). Hijo del anterior. Duque de Munkács, fue elegido como candidato a ser Príncipe de Transilvania por el sultán turco, pero nunca llegó a serlo.

- Conde Ladislao Rákóczi de Felsővadász (1633–1664). Hijo de Pablo Rákóczi y nieto del Príncipe Segismundo Rákóczi. Gobernador de las provincia de Sáros. Miembro de la rama católica de la familia Rákóczi.

- Condesa Isabel Rákóczi de Felsővadász (1654–1707) Hija de Pablo Rákóczi y bisnieta de Segismundo Rákóczi. Poeta y escritora húngara. Miembro de la rama católica de la familia Rákóczi.

La familia Rákóczi desapareció en 1780 con la muerte de la última mujer con el apellido.